# Кріс Тауб
Доктор Кріс Тауб (англ. Chris Taub) — персонаж американського телесеріалу «Доктор Хаус» у виконанні Пітера Джекобсона

## Біографія
У грі Хауса був під номером 39. У той час, як інші критикували його за спеціалізацію, Тауб проявив себе досить тямущим: він використовував навички своєї першої спеціальності, щоб допомогти Хаусу обійти правила. Коли в серії "Правильний матеріал"  Хаус не знав, як зробити біопсію без дозволу офіційних представників НАСА чи лікарні, Тауб пропонує нестандартне рішення, яке полягає в операції зі збільшення грудей, що дало Чейзу побачити з кімнати спостереження справжню причину захворювання. Дзеркальний пацієнт виявив симпатію Тауба до агресивної особистості Ембер.
Кріс Тауб заповзятливий, досвідчений, розмежовує роботу та приватне життя, заради роботи він може пожертвувати деякими принципами. Взагалі Тауб прагматичний і показує себе як людина, яка вміє змусити людей зробити те, що йому потрібно.
Тауб дорожить своєю дружиною, вони одружені вже 12 років. Серія "Жахливий"  розповідає про те, чому ж насправді Тауб кинув пластичну хірургію, про те як він зв'язався з медсестрою, але заради своєї любові до дружини кинув спеціальність в обмін на мовчання товаришів. З усіх претендентів він охочіше інших оскаржував владу Хауса, і навіть повідомив батьку одного пацієнта, що Хаус не правий, за що він міг бути усунений від справи .
Хаус сіє в Таубі сумніви з приводу вірності дружини, повідомивши, що у неї є таємний рахунок, але виявляється, що вона збирала гроші на автомобіль Porsche, про який Тауб давно мріяв. Під впливом випадку, який команда розслідувала в той момент, Тауб зізнається дружині в зраді, вони сваряться, але ненадовго.